# Mecas albovitticollis
Mecas albovitticollis là một loài bọ cánh cứng trong họ Cerambycidae.